# 筋緊張性ジストロフィー
筋緊張性ジストロフィー（きんきんちょうせいジストロフィー、英：myotonic dystrophy）は筋ジストロフィーの一種であり、筋肉の機能を損なう長期的遺伝性疾患に分類される。症状は、徐々に悪化する筋肉の喪失や筋力の低下である。筋肉を収縮してからの弛緩ができないことがよくある。その他の症状には、白内障、知的障害、心臓伝導の障害などがあげられる。男性の場合、早期の脱毛や子供を作れないことがある。
筋緊張性ジストロフィーは通常、常染色体優性遺伝パターンに従って、両親から遺伝する。主要なタイプは２つあり：タイプ1（DM1）はDMPK遺伝子の突然変異により、タイプ2（DM2）はCNBP遺伝子の突然変異による。一般的に障害は世代ごとに悪化していく。DM1タイプは出生時に明らかになることがある。DM2タイプは一般的に軽度である。診断は遺伝子検査によって確認される。
治療法はない。対処法には、副木または車椅子、ペースメーカー、非侵襲的陽圧換気、などが用いられる。場合によっては医薬品のメキシレチンやカルバマゼピンが有用なことがある。痛みが発生した場合は、三環系抗うつ薬と非ステロイド性抗炎症薬（NSAID）で対処される。
筋緊張性ジストロフィーは、世界中で8,000人に1人以上の割合で罹患している。筋緊張性ジストロフィーは年齢に限らず発生する可能性があるが、通常は20代と30代に発症する。成人期に始まる筋ジストロフィーの最も一般的な形態である。1909年に最初に記述され、タイプ1の根本的な原因は1992年に確定された。